# Paul Lauterbur
Paul Christian Lauterbur (Sidney, 6 maggio 1929 – Urbana, 27 marzo 2007) è stato un chimico statunitense.
Ottenne il premio Nobel per la medicina nel 2003 insieme a Peter Mansfield per la sua ricerca sugli effetti biologici dei campi elettromagnetici, che ha reso possibile lo sviluppo della MRI, magnetic resonance imaging.

## Biografia
Nato e cresciuto a Sidney, Ohio, Lauterbur ha studiato presso la Sidney High School. Ha condotto le sue prime ricerche presso la Case Western Reserve University, in Cleveland; nel 1962 ha conseguito la laurea presso l'Università di Pittsburgh. Discusse la prima idea della MRI durante una cena con i colleghi, disegnandone il primo modello su una tovaglia. Le ulteriori ricerche che portarono allo sviluppo della MRI furono condotte presso la State University of New York at Stony Brook.
Il principio della risonanza magnetica, che è alla base della MRI, era già stato sviluppato da Felix Bloch e Edward Purcell, che ottennero per questo il premio Nobel per la fisica nel 1952. Tuttavia per decenni la risonanza magnetica fu utilizzata soltanto per studiare la struttura chimica delle sostanze. Fino agli sviluppi di Lauterbur e Mansfield, negli anni settanta, non fu possibile utilizzare la risonanza magnetica per ottenere immagini del corpo.
A Lauterbur fu attribuita l'idea secondo la quale i gradienti di ingresso dell'onda magnetica consentono l'individuazione dell'origine delle onde radio emesse dai nuclei dell'oggetto in esame, e quindi la creazione di immagini bidimensionali.
La sua prima macchina per MRI si trova presso l'edificio della chimica, alla State University of New York at Stony Brook.